# Ocypus olens
Espèce
Synonymes
Staphylinus olens O.F. Müller, 1764
Ocypus olens (l’ocype odorant, staphylin odorant ou staphylin noir), dit « le diable » est une espèce d'insectes coléoptères de la famille des Staphylinidae. Prédateur, il joue aussi un rôle important dans le recyclage de la nécromasse.

## Description
Il est intégralement de couleur noire. L'abdomen est allongé, mobile et terminé par des cerques en forme de crochets. Les élytres sont courts et découvrent une partie de l'abdomen. Capable de voler, il peut mesurer jusqu'à 30 mm environ.

## Répartition
C'est un coléoptère fréquent en Europe. Il a été introduit en Amérique dès les années 1930,,.
Une sous-espèce est présente aux Açores et en Afrique du Nord, O. o subsp. azoricus.

## Écologie, comportement

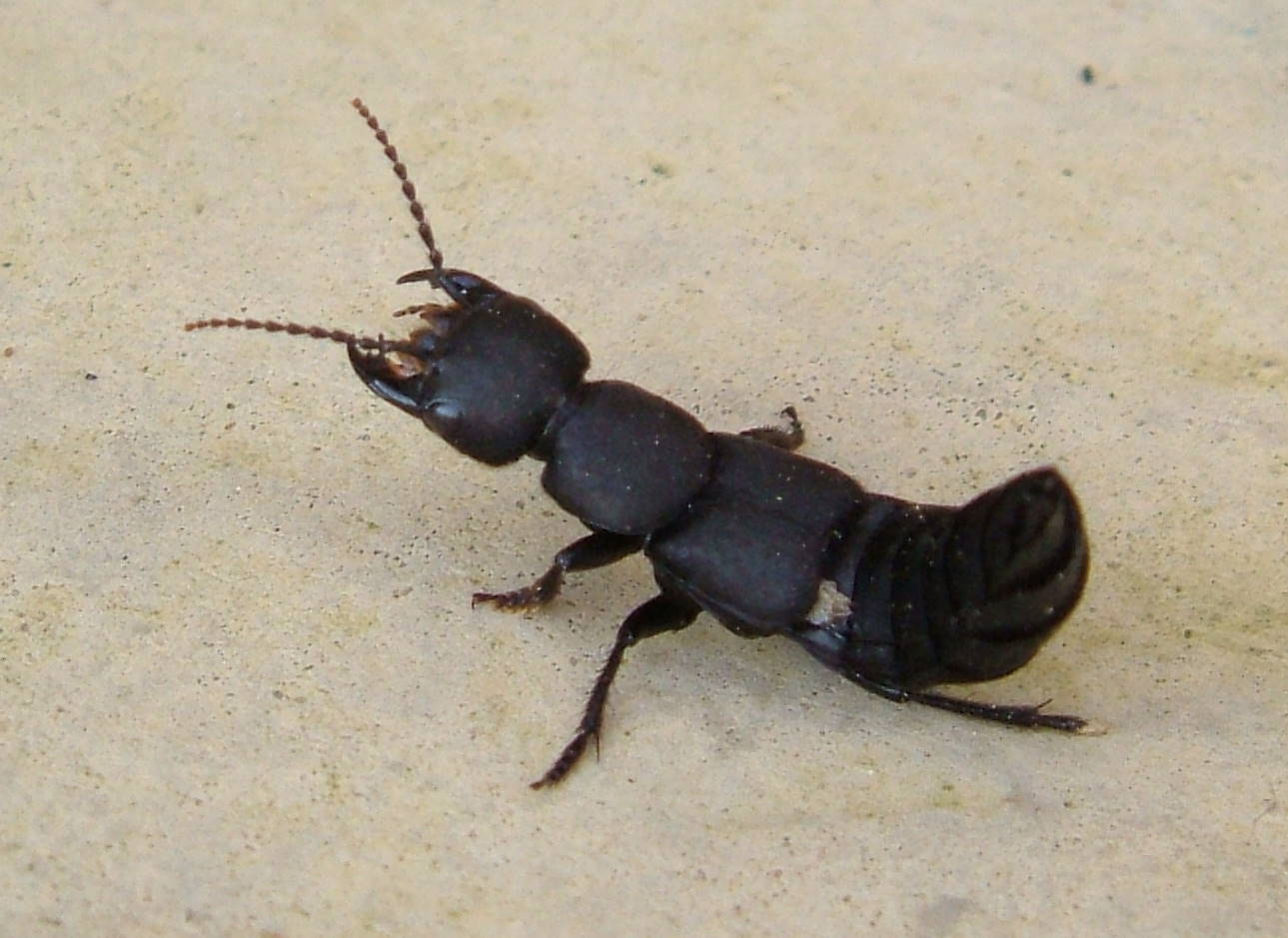
Position caractéristique "en scorpion" prise en cas de danger

Il est actif entre avril et octobre. Quand il se sent menacé, il écarte ses mandibules, redresse son abdomen, ce qui le fait ressembler à un scorpion (à ne pas confondre avec un pseudoscorpion) ; il peut alors émettre par l'anus un liquide fécal et grâce à deux glandes exocrines blanches situées à l'extrémité de l'abdomen, une odeur désagréable, d'où son nom d'espèce olens.
Bien qu'il puisse déambuler le jour, il se tient souvent caché sous les pierres ou d'autres abris et de nuit, il évolue au sol à la recherche de cadavres de limaces et d'autres invertébrés ou profite de la présence de cadavres d'animaux plus gros. Il chasse aussi diverses petites proies vivantes comme des asticots ou des cloportes.
Dans les oliveraies, le staphylin s'en prendrait aux pupes de la mouche de l'olive et contribuerait à détruire cette forme hivernante.

## Habitat
Il se rencontre dans les forêts, haies, parcs et jardins où il trouve à se nourrir dans le compost, le bois mort et sur les cadavres d'animaux.